# BMW en Fórmula 1
La marca BMW ha estado involucrada en Fórmula 1 en varios papeles desde la inauguración del Campeonato Mundial de Pilotos de Fórmula 1 en 1950. La compañía entró en carreras ocasionales en los años 50 y 60 (frecuentemente bajo regulaciones de la Fórmula 2), antes de construir el motor turbocargado de cuatro cilindros en línea BMW M12/13 en los 80. Esta unidad de potencia fue el resultado del acuerdo entre BMW y Brabham que resultó en que los chasis de la escudería Brabham fueran impulsados por los motores de BMW desde 1982 hasta 1987, un periodo en el que Nelson Piquet ganó el campeonato de 1983 manejando el Brabham BT52-BMW. Los motores BMW también se abastecieron a los equipos de ATS, Arrows, Benetton y Ligier durante este periodo, con distintos resultados. En 1988, Brabham se retiró temporalmente del deporte y BMW también retiró su apoyo oficial de los motores, los cuales seguían siendo utilizados por el equipo Arrows bajo la marca de Megatron. Los motores turbocargados fueron prohibidos por las regulaciones técnicas de la Fórmula 1 para la temporada de 1989, lo que dejó obsoleto al motor M12/13.
BMW decidió regresar a la Fórmula 1 en la última parte de la década de los noventa, al firmar un contrato exclusivo con el equipo Williams, el cual necesitaba un proveedor a largo plazo después de la retirada de Renault en 1997. El programa resultó en la creación de un nuevo motor V10 que realizó su debut en el deporte en el FW22 de Williams en el 2000. El siguiente año la sociedad subió de estar en la media tabla de la competencia a competir por victorias en los grandes premios, pero el campeonato no pudo lograrse debido al dominio de Michael Schumacher y Scuderia Ferrari en la primera mitad de los años 2000. Para 2005, la relación entre BMW y Williams se había deteriorado y BMW escogió emprender y comprar al equipo rival Sauber.
El proyecto BMW Sauber duró desde 2006 hasta 2009, y resultó en un incremento sustancial en la competitividad del equipo. En el primer año consiguieron dos podios y consecuentemente lograron un sólido tercer lugar en el campeonato de constructores en 2007 (que posteriormente se convirtió en segundo lugar, pues McLaren fue descalificado). En 2008, Robert Kubica consiguió la única victoria del equipo, el Gran Premio de Canadá de 2008, y llegó a liderar el campeonato de conductores, pero el equipo escogió concentrarse en el desarrollo de su monoplaza de 2009 y cayó en la tabla de posiciones al terminar la temporada. La temporada de 2009 fue una decepción ya que el chasis F1.09 resultó ser incompetitivo. Debido a la recesión global y a la frustración de la compañía por las limitaciones de las regulaciones técnicas contemporáneas que pedían que se desarrollaran tecnologías relevantes para autos de producción, BMW escogió retirarse del deporte, por lo que vendió el equipo a su fundador, Peter Sauber.

## Años 50 y 60

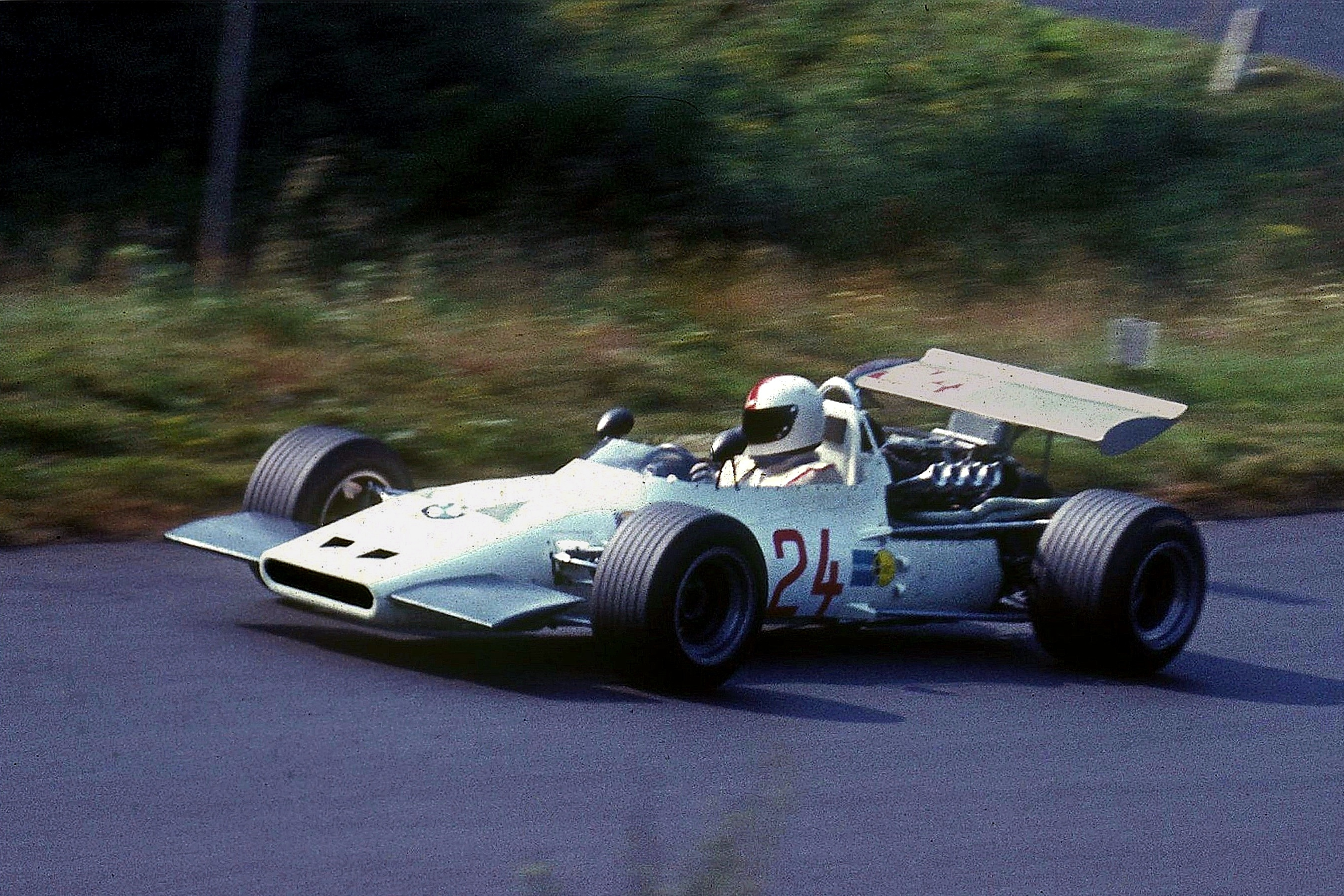
Gerhard Mitter murió como resultado de impactar su BMW 269 Fórmula 2 durante la práctica del Gran Premio de Alemania.

En los grandes premios de Alemania de 1952 y 1953, los primeros años de la posguerra, corrieron autos privados de BMW basados en el chasis de los autos BMW 328 de antes de la guerra. Autos derivados de autos BMW también fueron ingresados a carreras ocasionales de 1951 a 1953 por las compañías Falkenhausen Motorenbau (AFM) y Veritas. Estas participaciones se dieron durante este periodo porque el campeonato se llevaba a cabo con regulaciones de Fórmula 2, permitiendo a autos de BMW formar parte de los eventos. Entre los autos BMW 328 modificados, destaca el "Heck" (término alemán que significa "parte trasera" o "cola"), con motor en la parte trasera del automóvil, una característica de diseño que se convirtió en un estándar en la Fórmula 1 a principios de los años 60 después del éxito logrado por el equipo Cooper.
En la década de los 60, el Gran Premio de Alemania se llevaba a cabo concurrentemente con una carrera de la fórmula dos en el mismo circuito, lo que permitió participar a autos BMW de la F2. En 1967, BMW ingresó a Hubert Hahne en un chasis Lola F2 motorizado con una versión engrandecida del motor de BMW que significaba que se ajustaba a las regulaciones de la Fórmula 1, mientras que David Hobbs ingresó con un Lola en la misma combinación pero con un motor BMW más pequeño. Para la carrera de 1968, Hahne regresó utilizando su combinación de 1967 y quedó en décimo lugar, el mejor resultado para BMW hasta ese punto en la historia de la Fórmula 1. Para el Gran Premio de Alemania de 1969, BMW ingresó tres de sus propios chasis 269 F2, para el trío de Hahne, Gerhard Mitter y Dieter Quester, pero Mitter resultó fatalmente herido en un incidente de práctica y el resto del equipo se retiró de la carrera.

## Etapa como motorista

### Brabham, ATS, Arrows, Benetton y Ligier (1982-1988)

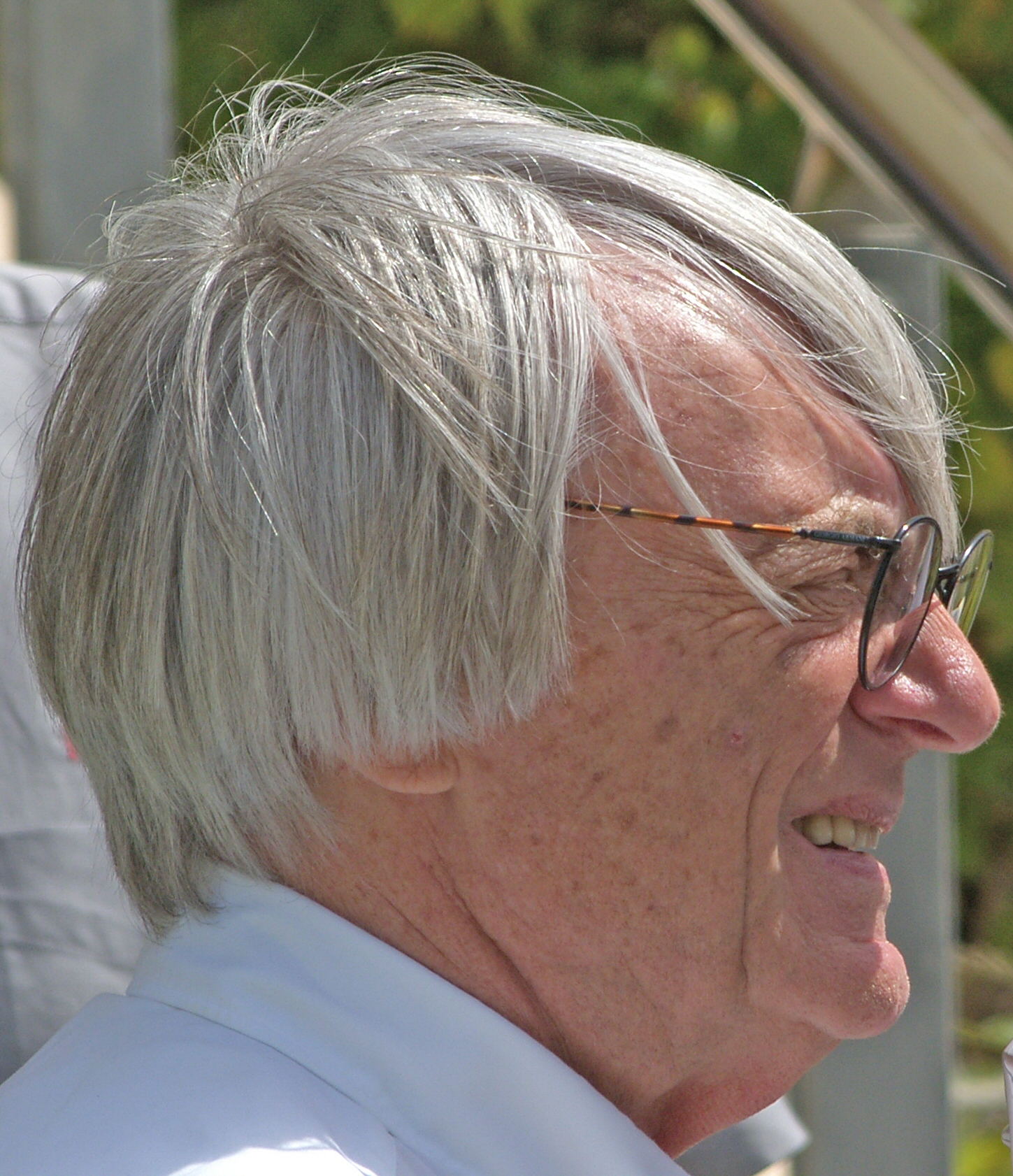
Bernie Ecclestone, el director del equipo Brabham, firmó un contrato con BMW por la provisión de motores M12/13 en 1980.

Después del inicio en 1977 del proyecto de motores turbocargados Renault en Fórmula 1 y su éxito posterior debido a este tipo de motores, BMW decidió desarrollar su propio motor turbocargado y lo anunció en una emisión para los medios de comunicación en abril de 1980. El motor se basó en la unidad M10, un motor atmosférico de cuatro cilindros y 1.5 litros que fue diseñado originalmente en los últimos años de la década de 1950. Su derivado del automovilismo, el M12, también había sido utilizado en el deporte por lo que ganó algunas carreras de la fórmula dos y de otras categorías. En 1979 y 1980, BMW proporcionó una flota de autos idénticos M1 y de conductores profesionales para correr en el campeonato Procar M1 de BMW, las rondas fueron llevadas a cabo durante los fines de semana de los grandes premios, lo cual fortaleció los vínculos de la marca con el deporte. Al mismo tiempo, Jochen Neerpasch, supervisó el desarrollo que llevó a cabo Paul Rosche de un prototipo de un motor turbo de 1.4 litros, que pronto desarrolló 600bhp a una presión de 2.8 bares. Estaba equipado con un turbocargador Kühnle, Kopp & Kausch (KKK) y electrónicos de Bosch que incluían la inyección de combustible. Esta unidad de potencia conformó la base del diseño del M12/13, el motor que BMW terminó por suministrar a cinco equipos desde 1982 a 1988.
Se tuvieron discusiones iniciales con el doble campeón del mundo Niki Lauda y McLaren sobre el tema de tener una campaña en 1980, pero la mesa directiva de BMW negó la petición de Neerpasch para el proyecto. Neerpasch dejó su cargo para unirse a la marca Talbot, que también estaba planeando su entrada a la Fórmula 1, en este caso, con el equipo de Ligier. Neerspasch había arreglado la venta del motor M12/13 de Rosche a Talbot, pero el sucesor de Rosche y Neerpasch, Dieter Stappert, objetó exitosamente a la mesa directiva que tal emprendimiento merecía un compromiso completo, particularmente por el hecho de que el M12/13 se derivó de un auto de producción lo que significaba que el éxito potencial podría ser extremadamente valioso para BMW desde un punto de vista de marketing y ventas. Entonces BMW negoció un suministro exclusivo de motores M12/13 al equipo Brabham.
Las pruebas del M12/13 se llevaron a cabo a fines de 1980 con el chasis BT49 de Brabham modificado para contener el motor. El diseñador del equipo, Gordon Murray, diseñó un nuevo auto, el BT50 para el motor, pero no pudo ser completado hasta durante la temporada de 1981. El BT50 tenía una distancia entre ejes más larga y un tanque de combustible más grande que el BT49 para cumplir con los requerimientos del motor turbo más poderoso y fue uno de los primeros monoplazas de la Fórmula 1 que tenía telemetría a bordo para monitorear la inyección de combustible del motor. El primer conductor del equipo, Nelson Piquet, probó el BT50 a lo largo de 1981, pero el auto resultó ser crónicamente inconfiable hasta que Bosch introdujo un sistema electrónico de administración al final del año que mejoró la situación inmediatamente. El BT50 hizo una sola aparición en un fin de semana de carrera en el Gran Premio de Gran Bretaña de 1981, donde Piquet fijó un tiempo de calificación 0.7 segundos más lento que su esfuerzo en el BT49 potenciado por el motor Cosworth DFV. El BT50 se manejaba deficientemente pero tenía una velocidad de 192 millas por hora (308.99km/h) al pasar por el sensor de velocidad, unas 15 millas por hora (24.12 km/h) más rápido que el BT49. Mientras tanto, Brabham ganó el campeonato de conductores con Piquet, que manejó el BT49 durante la temporada.
Brabham comenzó la temporada de 1982 con dos chasis BT50 motorizadospor BMW en el Gran Premio de Sudáfrica, donde Piquet y Patrese calificaron segundo y cuarto respectivamente, pero se retiraron temprano en la carrera. El director del equipo Bernie Ecclestone estaba bajo presión del patrocinador del equipo, Parmalat, para defender el campeonato de Piquet, y optó por correr con chasis BT49 motorizados por Cosworth en el Gran Premio de Brasil, el cual ganó Piquet, sin embargo, posteriormente fue descalificado por eludir el límite mínimo de peso por correr con "frenos enfriados hidráulicamente". Ambos pilotos también corrieron el BT49 en el Gran Premio de Long Beach, y el equipo boicoteó el Gran Premio de San Marino como parte de la guerra FISA-FOCA que se encontraba en marcha. Para la siguiente carrera, el Gran Premio de Bélgica, Piquet y Patrese retornaron al BT50, pero Piquet terminó tres vueltas por detrás del ganador y Patrese se retiró del evento. Como la relación entre Brabham, BMW y Parmalat se veía afectada, Ecclestone se vio forzado a transigir, teniendo a Piquet continuando con el desarrollo del BT50 mientras que Patrese corría con el chasis de Cosworth. En el Gran Premio de Mónaco, Patrese ganó, mientras que Piquet fue más de dos segundos más lento en la calificación y se retiró de la carrera. El punto más bajo de BMW en la Fórmula 1 sucedió en el Gran Premio de Detroit, donde problemas de confiabilidad con el motor no permitieron que Piquet calificara.

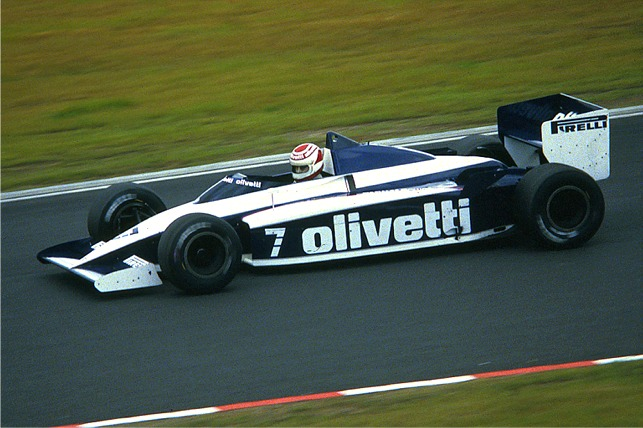
La asociación entre BMW y Brabham duró desde 1981 hasta 1987. Este es Nelson Piquet manejando el Brabham BT54 impulsado por motor BMW en el Gran Premio de Alemania de 1985.

La suerte de BMW mejoró de pronto, sin embargo, en la siguiente carrera en Canadá, donde las condiciones climatológicas frías favorecían a los motores turbocargados y le permitieron a Piquet adelantarse a Patrese (que seguía en el BT49), para darle a BMW su primera victoria de la Fórmula 1. Por el resto de la temporada, ambos conductores corrieron con el BT50 y utilizaron la estrategia radical de Murray de hacer una parada en los pits para cargar combustible a mitad de la carrera para correr liderando en numerosas ocasiones. Aunque el auto seguía siendo desconfiable, restringiendo a Piquet y Patrese a terminar una carrera solo cuatro ocasiones antes del fin de la temporada. La competitivdad del motor de BMW se demostró por el hecho de que Piquet se retiró en la punta de los grandes premios de Gran Bretaña, Francia y Alemania; mientras Patrese, simirlamente, se retiró de la punta del Gran Premio de Austria. Patrese también le concedió a BMW su primera vuelta rápida en el Gran Premio de Francia, mientras que Piquet se llevó su única pole position en el Gran Premio de Austria.
En 1983, la confiabilidad mejorada del motor de BMW en el nuevo BT52 le permitió a Piquet llevarse el campeonato de conductores, después de haber vencido a Alain Prost (Renault) en la tabla de posiciones. Brabham también había terminado tercero en el campeonato de constructores, ya que la falta de consistencia de Patrese en el segundo auto, no le permitió al equipo llevarse este título. Piquet ganó tres carreras y Patrese ganó el final de la temporada. BMW también comenzó a proveer motores al equipo alemán ATS esta temporada, pero su único conductor Manfred Winkelhock no pudo puntuar.
Para 1984, BMW se expandió a tres equipos al proveerles de M12/13 a Arrows. El chasis A7 del equipo no se encontraba listo al inicio de la temporada, y los conductores Marc Surer y Thierry Boutsen manejaron el A6 con motor Cosworth on 10 de sus 32 participaciones, pero marcó tres puntos con motores BMW posteriormente en el año. ATS no pudo puntuar de nuevo ni con Winkelhock ni con Gerhard Berger, y se retiró del deporte al final de la temporada. Al frente de la tabla de posiciones, Piquet no fue capaz de defender su título, el cual fue dominado por los dos pilotos de McLaren: Niki Lauda y Prost. Piquet se llevó nueve poles durante la temporada, pero se retiró del mismo número de carreras, y los McLaren eran generalmente más rápidos en condiciones de carrera, aunque Piquet si ganó los Grandes Premios de Canadá y de Detroit. El segundo auto de Brabham fue manejado en la mayoría de las carreras por Teo Fabi, quien intentó competir también en la temporada completa de IndyCar, pero se comprometió de tiempo completo a la F1 en el transcurso del año. Debido a sus compromisos estadounidenses se perdió tres carreras, en las que fue sustituido por su hermano, Corrado. Winkelhock también corrió para el equipo en la última carrera de la temporada ya que el padre de los hermanos Fabi murió poco antes del evento.
En 1985, Brabham se cambió a llantas Pirelli, que no habían sido competitivas previamente contra las ya establecidas Goodyear y Michelin, con la esperanza de que la compañía italiana pudiera proveer ruedas hechas a la medida para ajustarse al nuevo chasis BT54. Esto probó ser una mala decisión, debido a que Piquet solo ganó una carrera, el Gran Premio de Francia, y el equipo cayó de cuarto a quinto en el campeonato de constructores. El equipo claramente tenía de nueva cuenta una política de piloto principal, con el segundo asiento siendo compartido, esta vez entre François Hesnault y Surer. En contraste, el equipo Arrows, mejoró mucho en la temporada, marcó 17 puntos con Berger y Boutsen, incluyendo un podio para Boutsen en el Gran Premio de San Marino.
Para la temporada de 1986, Murray diseñó el chasis BT55 que era radicalmente bajo, cuyo objetivo era el reducir significativamente la resistencia del auto y bajar su centro de gravedad. BMW produjo el M12/13/1, que fue inclinado lateralmente para ser ensamblado en el reducido espacio designado para el motor. A pesar de los avances teóricos, el BT55 noterminó siendo competitivo, sufría de poca tracción y numerosos fallos mecánicos causados por la expulsión de aceite en el motor inclinado. Además, el equipo sufrió la muerte de Elio de Angelis en un accidente de pruebas después de cuatro carreras; su reemplazo Derek Warwick y el recién regresado Patrese consiguieron dos puntos entre los dos durante toda la temporada. El equipo Arrows también tuvo un retroceso ya que solo consiguió un punto con Boutsen, Surer y Christian Danner, y también perdió los servicios de Surer a mitad de temporada cuando el conductor suizo resultó seriamente herido en un accidente. La sociedad más exitosa de 1986 para BMW fue la de Benetton Formula, quienes consiguieron 19 puntos, ganaron el Gran Premio de México y se llevaron dos poles con Berger y Teo Fabi. Arrows y Benetton continuaron usando la versión tradicional "vertical" del motor M12/13.

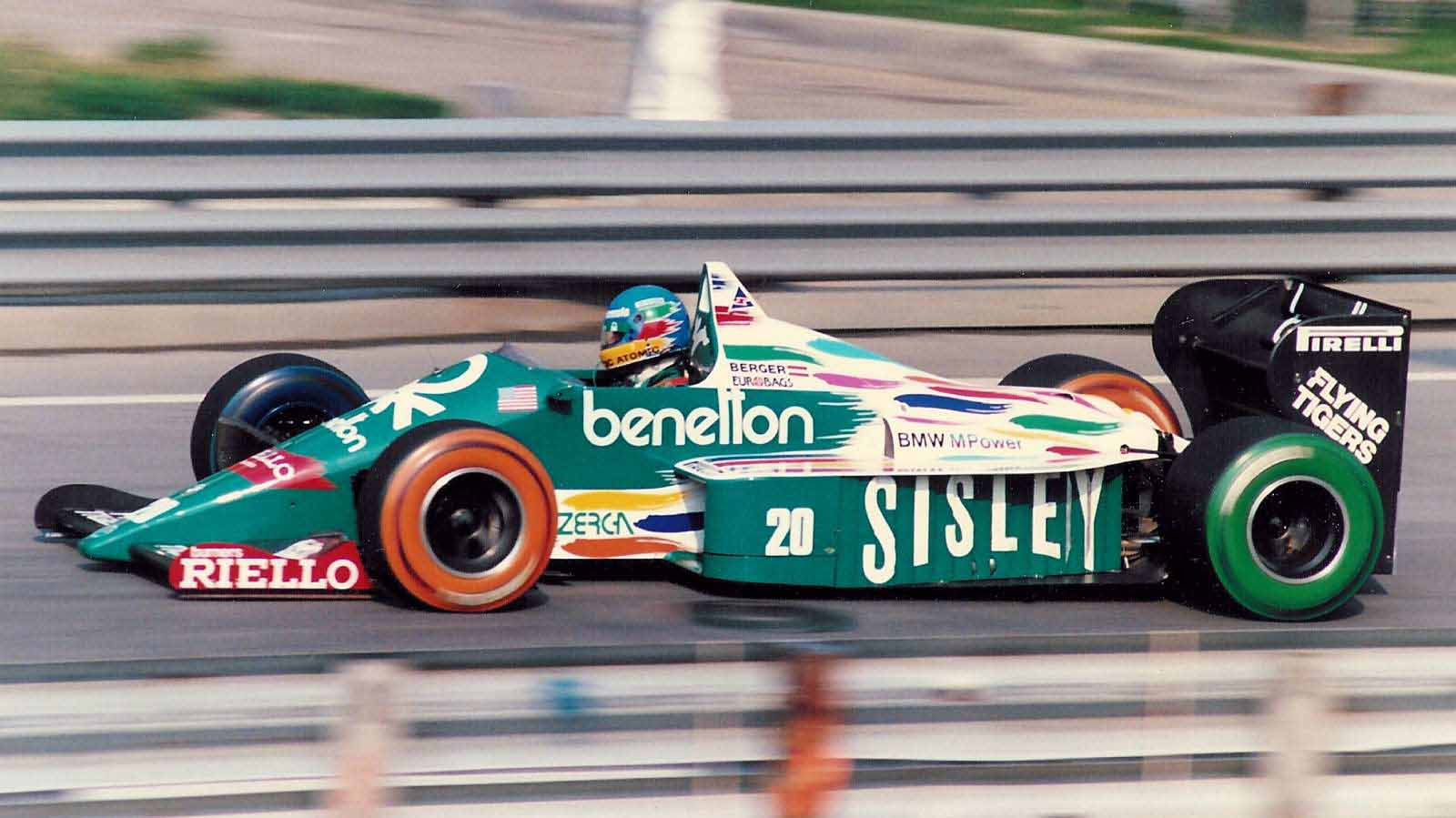
Benetton Formula fue el único equipo al que se le proveyó con motores M12/13 que ganó una carrera.

Para 1987 BMW decidió proveer únicamente a Brabham; el equipo produjo el chasis más conservador BT56 y consiguió 10 puntos con Patrese, Andrea de Cesaris y Stefano Modena. Al final del año, el dueño del equipo Bernie Ecclestone, que se veía incrementalmente involucrado en manejar el lado comercial del deporte, decidió no competir el siguiente año, poniendo fin a la empresa de BMW como proveedor de motores turbocargados. Sin embargo el equipo Arrows, decidió seguir usando la versión "vertical" del M12/13, y pactó con su patrocinador, USF&G, para que comprara las unidades sobrantes. A los motores M12/13 se les cambio de marca de BMW a "Megatron", y fueron usados para impulsar los autos Arrows en 1987 y 1988, y el equipo Ligier en 1987. Arrows terminó quinto en el campeonato de constructores en 1988, que es el mejor resultado en los 25 años de historia del equipo.
Para 1989, las regulaciones técnicas fueron cambiadas para prohibir el uso de motores turbocargados, por lo que el M12/13 ya no estaría permitido. Durante su historia en la F1 el motor había ganado el campeonato de conductores de 1983 y nueve Grandes Premios. Además, también se llevó 14 poles y 13 vueltas rápidas.

### Williams (2000-2005)
Después de diez años de ausencia en la Fórmula 1, BMW comenzó a evaluar un retorno al deporte a finales de la década de 1990. En 1999, la marca firmó un contrato con el equipo Williams de cara a la temporada 2000 para proveerles motores. Williams había ganado los campeonatos mundiales de conductores de 1992, 1993, 1996 y 1997 y los campeonatos de constructores para los mismos años además de para 1994, todo ello en una sociedad exitosa con Renault, pero la compañía francesa se retiró del deporte a finales de 1997, dejando al dueño del equipo Frank Williams y su director técnico Patrick Head en necesidad de una nueva sociedad motriz para permanecer en competencia. Como BMW pasó 18 meses construyendo y probando un motor V10 normalmente aspirado de tres litros para satisfacer las regulaciones técnicas que habían cambiado significativamente desde la década de los 80, el equipo utilizó viejos motores de Renault rebautizados con otras marcas, primero como Mecachrome y luego Supertec.
El motor E41 de BMW estaba listo para competir en la temporada de 2000, ajustado en el FW22 y manejado por Ralf Schumacher y Jenson Button. Schumacher consiguió un podio en la primera carrera del motor, y añadió dos más durante el curso de la temporada. Una serie de finalizaciones puntuadas le significaron a Williams un competitivo tercer puesto en el campeonato de constructores, distanciados de las dominantes Ferrari y McLaren, pero adelante de fabricantes de motores con más experiencia reciente.
Después de un E41 conservador, BMW diseño un motor más agresivo, el P80, para 2001. Un nombre que sería mantenido por el resto de la participación de la compañía en la Fórmula 1. El motor probó tener una mejora significante de potencia, y llevó a Schumacher y a su nuevo compañero de equipo Juan Pablo Montoya a la pelea por las victorias. En total, los dos conductores consiguieron cuatro victorias, pero perdieron otras oportunidades debido a inconfiabilidad y a incidentes de carrera. El chasis del FW23 también carecía de la carga aerodinámica para competir con los pilotos de Ferrari y de McLaren en cada circuito, aunque tuvo su mejor desempeño en "circuitos de poder" como en Hockenheimring y Monza.

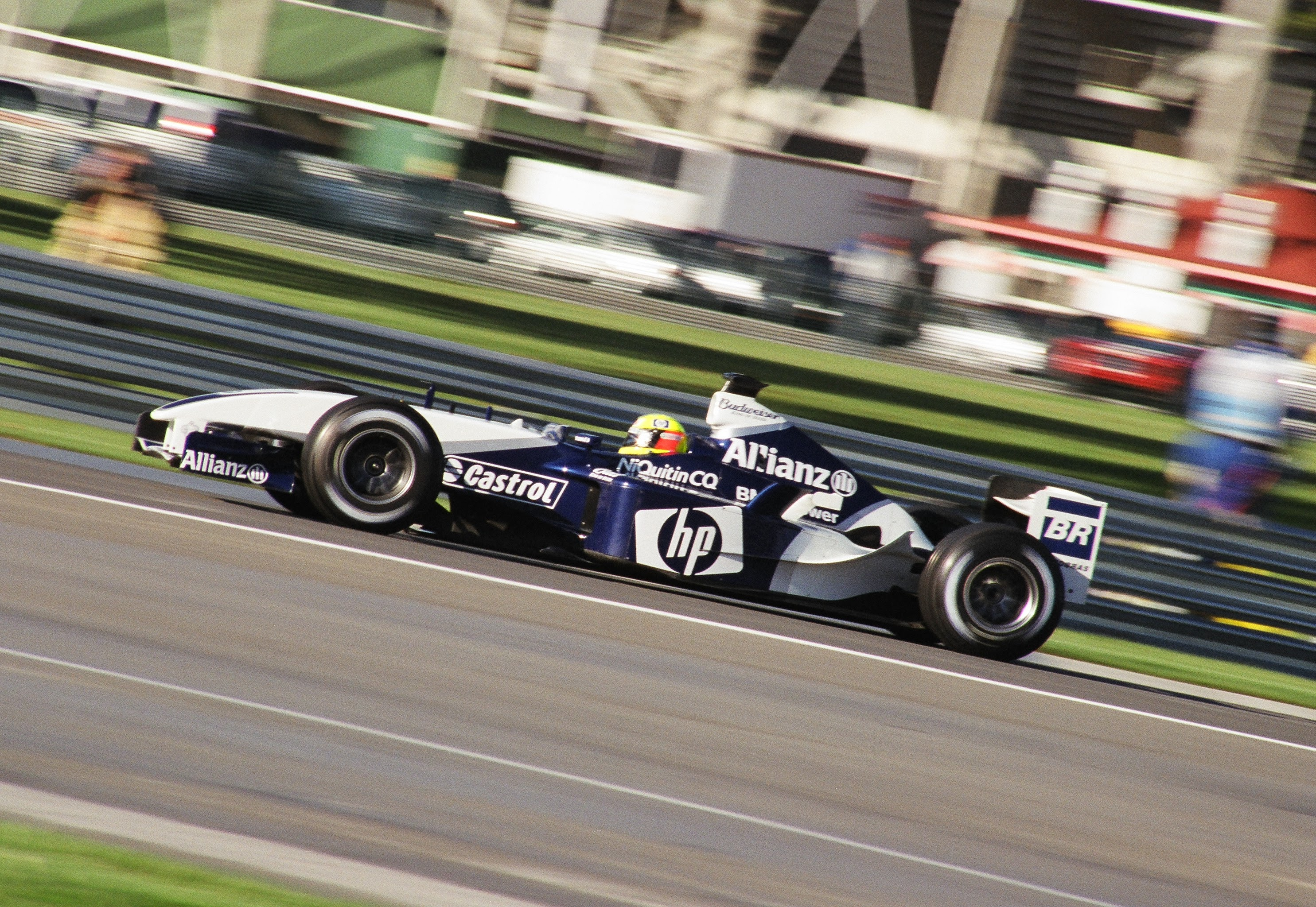
El año más exitoso de la colaboración entre BMW y Williams fue 2003, pero tampoco resultó en algún campeonato.

Para 2002, la confiabilidad y consistencia del FW24 fueron mejoradas, pero Ferrari realizó un paso más significativo hacia adelante con su propio F2002 y dominó ambos campeonatos. El equipo consiguió 12 puntos más que en el año previo y venció a McLaren por el segundo lugar en el campeonato de constructores, pero solo ganaron una carrera con Schumacher en el Gran Premio de Malasia. Además Montoya no fue capaz de ganar ninguna carrera, a pesar de tener siete pole positions.
El equipo Williams fue más competitivo en 2003, ya que ambos conductores ganaron en dos ocasiones y Montoya quedó con posibilidades de ganar el campeonato de conductores hasta la penúltima carrera de la temporada. Sin embargo, se quedó corto, como también se quedó corto el equipo en el campeonato de constructores, aunque el FW25 fue el monoplaza a vencer frecuentemente en la segunda mitad de la temporada, les tomó mucho tiempo llegar a este punto.
Para 2004, el equipo produjo chasis FW26, que se caracterizaba por tener una sección radical en la nariz diseñada por Antonia Terzi. Este diseño resultó ser inefectivo. Con otro año de Ferrari dominando, Williams descendió a la cuarta posición en el campeonato de constructores con una victoria de Montoya en el Gran Premio de Brasil, su única victoria de la temporada 2004. Antes de este resultado, el equipo había sufrido una vergonzosa descalificación doble del Gran Premio de Canadá debido a irregularidades en el ducto de frenos, y luego Schumacher salió con heridas espinales como resultado de un accidente a alta velocidad ocurrido en el Gran Premio de Estados Unidos, lo que causó que se perdiera de seis carreras hasta su recuperación. Ambos conductores dejaron el equipo al final de la temporada.
El año final de la sociedad entre BMW y Williams fue 2005, que vio continuar el declive de competitividad en el equipo, bajando a quinto lugar en el campeonato de constructores. Ninguno de los tres conductores, Mark Webber, Nick Heidfeld o Antonio Pizzonia pudieron ganar una carrera; el mejor resultado del equipo fue un doble podio en el Gran Premio de Mónaco. Para este momento, la relación del equipo con su proveedor de motores se había deteriorado, con BMW creyendo que sus motores eran capaces de ganar campeonatos pero siendo decepcionados por el chasis que impulsaban del equipo Williams. BMW ofreció comprar el equipo con las esperanzas de ganar control total de los empeños de la Fórmula 1, pero Frank Williams se negó; como resultado, BMW escogió comprar al equipo rival Sauber en 2006 y terminar su acuerdo con Williams.

## BMW Sauber
BMW compró el equipo suizo de Sauber en junio de 2005 para formar el equipo BMW Sauber. La compra vino después del deterioro de la relación de BMW con Williams en los meses pasados, la sociedad terminó a finales de la temporada 2005. El equipo se estableció en la sede de Sauber en Hinwil, Suiza y la sede de BMW en Múnich, Alemania.
El equipo consiguió dos podios y terminó quinto en 2006 en su primera temporada en la Fórmula 1. Esto fue seguido por un segundo lugar en 2007 después de que el equipo de McLaren fue descalificado de la competencia. El conductor polaco Robert Kubica se llevó la única victoria del equipo en el Gran Premio de Canadá de 2008. Seguido de una pobre temporada en 2009, BMW se retiró de F1 y vendió el equipo de vuelta a su fundador Peter Sauber.

### 2006
Para la temporada de 2006, BMW Sauber firmó a Nick Heidfeld de Williams para ser el piloto principal, mientras que el contrato de dos años de Sauber con el campeón mundial de 1997 Jacques Villeneuve fue respetado. Robert Kubica firmó como el tercer conductor del equipo. El equipo continuó utilizando las instalaciones de Sauber, principalmente para la construcción de chasis y pruebas en el túnel de viento, mientras que la sede de BMW en Múnich era responsable de construir el motor V8 de 2.4 litros P86, después de que las regulaciones forzaban cambiar el motor V10 de tres litros. Esto reemplazó los motores marca Petronas de Ferrari que el equipo Sauber había utilizado desde 1997. Los patrocinadores más importantes de Sauber, Petronas y Credit Suisse, renovaron sus contratos con BMW. El equipo también anunció la sociedad técnica con la compañía de tecnología Intel. La decoración nueva del equipo, que fue mantenida durante su estadía en la Fórmula 1, consistió en la banda azul y blanca tradicional de BMW con un toque de rojo.
Villeneuve consiguió los primeros puntos del equipo al finalizar el Gran Premio de Malasia en séptima posición, después de que Heidfeld se retirara de la quinta posición por una falla de motor en las últimas etapas de la carrera. Durante los primeros dos tercios de la temporada los conductores consiguieron puntos con una sucesión de llegadas en séptimo y octavo lugar, más un cuarto lugar de Heidfeld en el Gran Premio de Australia. El equipo añadió una mejora aerodinámica radical de "torres gemelas" al frente del monoplaza para el Gran Premio de Francia, cuyo objetivo era mejorar el flujo de aire sobre la parte superior del chasis.

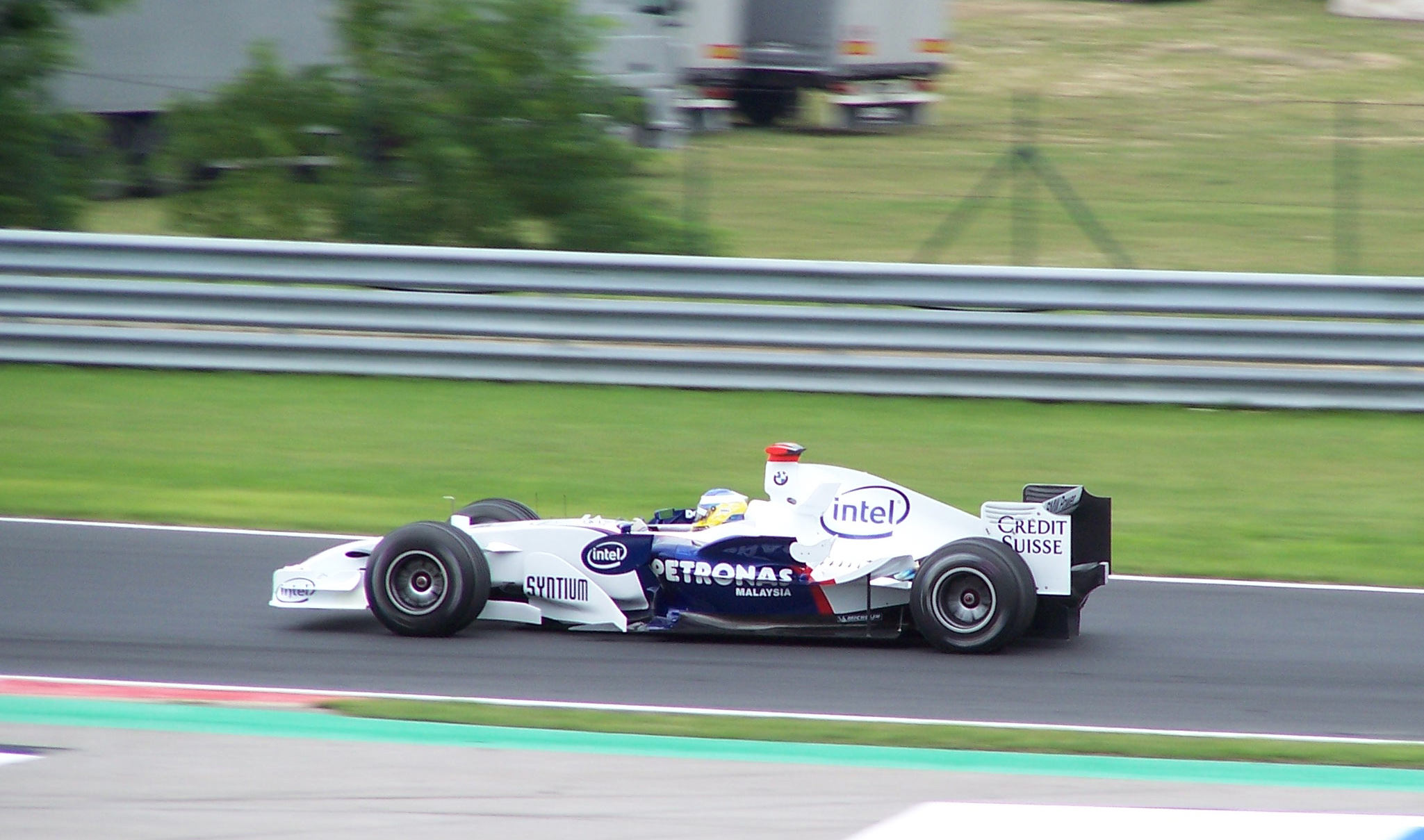
Nick Heidfeld se llevó el primer podio del equipo en el Gran Premio de Hungría de 2006.

Las partes fueron rápidamente prohibidas por la Federación Internacional del Automóvil (FIA) ya que se les adjudicó que impedían la visibilidad de los conductores por lo que comprometían la seguridad. Heidfeld consiguió el primer podio en el Gran Premio de Hungría con una salida en décimo lugar de la grilla de partida. Esta carrera también vio el debut de Robert Kubica, quien reemplazó a Villeneuve después de que había chocado en el precedente Gran Premio de Alemania. Kubica terminó en séptimo, aunque fue luego descalificado debido a que su monoplaza no tenía el peso requerido. El motivo oficial para la ausencia de Villeneuve fue que se que se estaba recuperando de su accidente anterior, pero el equipo anunció después que el cambio de pilotos sería permanente. Kubica consiguió el segundo podio de la temporada para BMW Sauber en el Gran Premio de Italia, después de correr en tercer lugar la mayoría de la carrera y liderando brevemente durante la primera ronda de pits, mientras que Heidfeld terminó en octavo. El equipo consiguió un total de 36 puntos para terminar quinto en el campeonato de constructores, una mejora de la octava posición en la que terminó Sauber en 2005.

### 2007

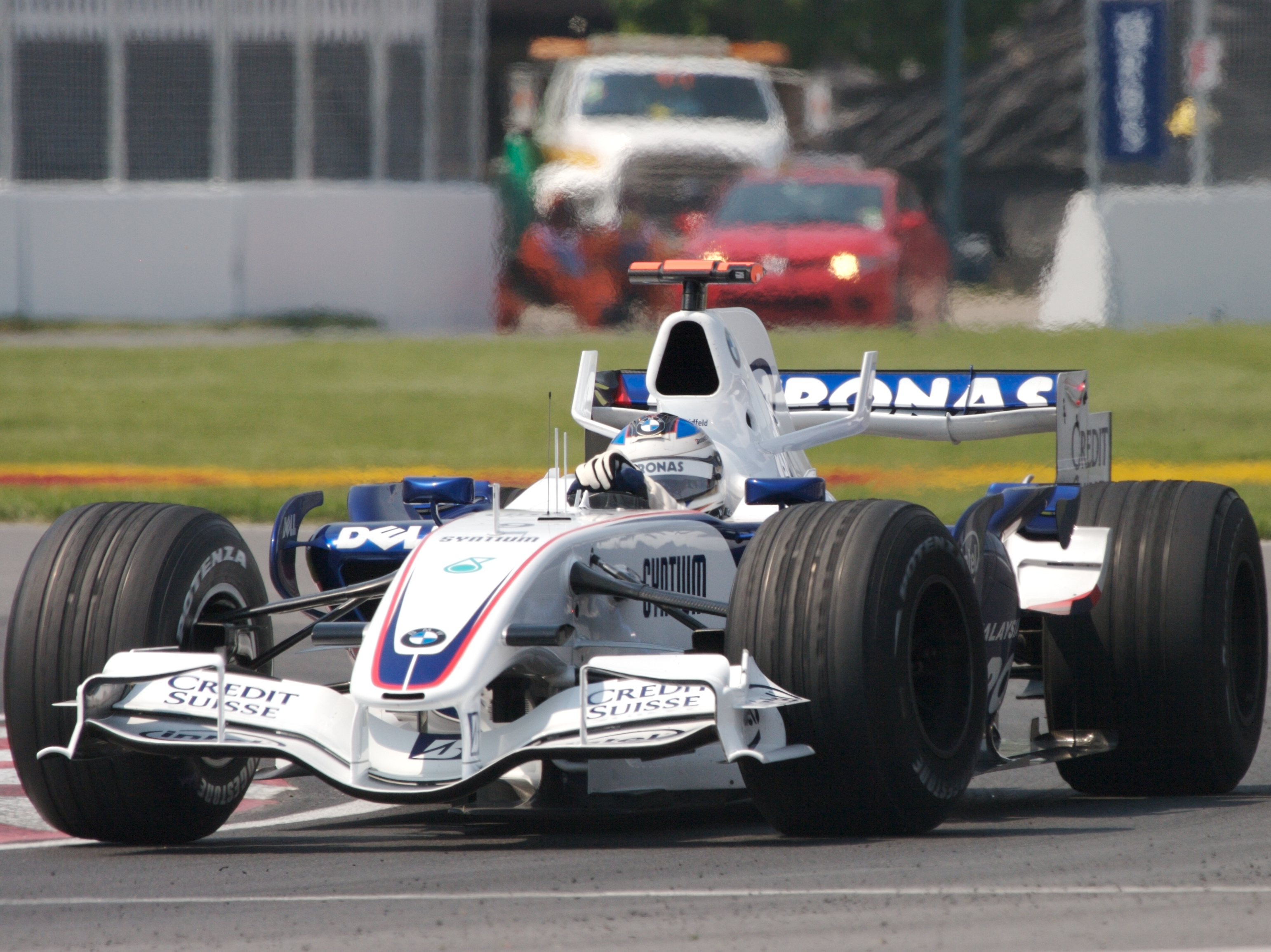
Heidfeld consiguió el mejor resultado de 2007 para BMW Sauber con un segundo lugar en el Gran Premio de Canadá.

En octubre de 2006, BMW anunció que Robert Kubica sería compañero de Nick Heidfeld para la temporada de 2007 con Sebastian Vettel tomando el rol de piloto de pruebas y de reserva. Timo Glock fue firmado después como el segundo conductor del equipo. El equipo lanzó su auto de 2007, el F1.07, el 16 de enero de 2007.
El auto mostró un estado prometedor durante las pruebas de invierno, llevándose los mejores tiempos en algunas ocasiones. Sin embargo, el director del equipo Mario Theissen declaró que existían algunas preocupaciones sobre la confiabilidad antes de la primera carrera en Australia. Kubica se retiró del cuarto lugar por un problema en la caja de cambios, pero Heidfeld tomó su posición y la mantuvo hasta el final de carrera. En las primeras carreras de la temporada, Heidfeld y Kubica consiguieron una serie de finalizaciones con puntos y establecieron al equipo BMW Sauber como el tercer equipo más rápido, detrás de Ferrari y de McLaren. Theissen también remarcó que la distancia en el desempeño entre BMW Sauber y los dos equipos punteros era menor a la distancia entre BMW Sauber y los equipos detrás de él.
El Gran Premio de Canadá trajo suertes mezcladas para el equipo. Mientras Heidfeld consiguió el mejor resultado de BMW Sauber hasta ese momento con un segundo lugar, Kubica sufrió un grave accidente que resultó en un periodo longevo de auto de seguridad. Los medios de comunicación inicialmente decían que Kubica se había roto una pierna, pero luego se demostró que había salido del accidente con un esguince en el tobillo y una concusión. Vettel tomó su lugar en el Gran Premio de Estados Unidos, terminó en octavo y por lo tanto se convirtió en el piloto más joven en puntuar en la Fórmula 1. Después en la temporada, Vettel cambió de equipos para tomar un asiento en el equipo Toro Rosso.
Kubica regresó a correr en el Gran Premio de Francia y demostró que se había recuperado tras terminar en cuarta posición. A lo largo del resto de la temporada, él y Heidfeld mantuvieron su forma para conseguir un total de 101 puntos, que les aseguró el segundo lugar en el campeonato de constructores después de la descalificación de McLaren. Heidfeld consiguió otro podio en el Gran Premio de Hungría y consiguió 61 puntos, mientras que Kubica consiguió 39 y la única aparición de Vettel produjo un punto adicional.

### 2008

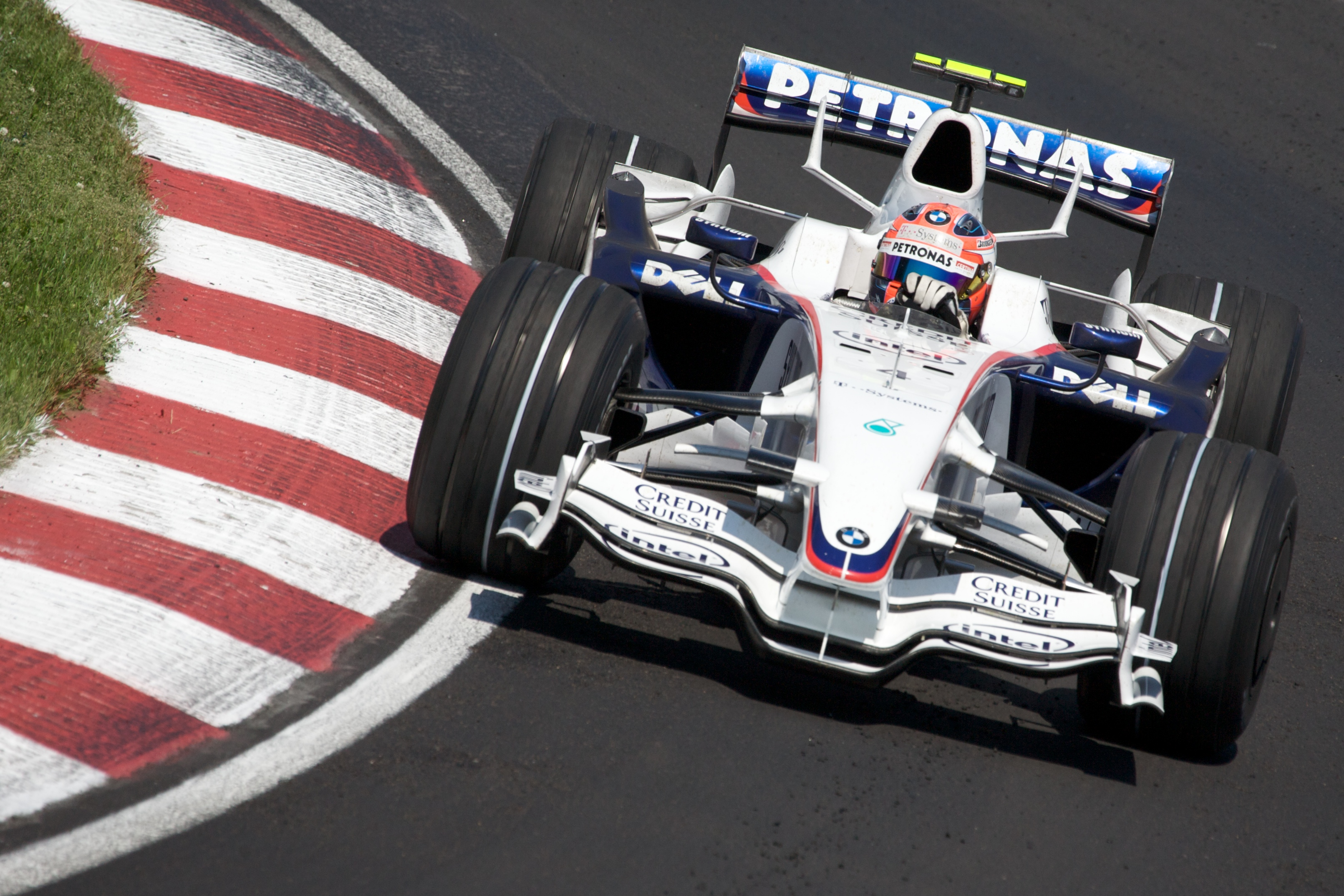
Robert Kubica ganó su primera carrera, y también primera carrera del equipo con en el Gran Premio de Canadá de 2008.

El 21 de agosto de 2007, BMW confirmó que su planilla de conductores sería Heidfeld y Kubica para la temporada de 2008. Su auto de 2008, el F1.08 fue lanzado oficialmente en Múnich el 14 de enero de 2008. Hizo su debut en las pistas en Valencia el siguiente día, con Robert Kubica al volante. El director del equipo Mario Theissen, se propuso como objetivo la primera victoria del equipo.
BMW Sauber comenzó la temporada bien con Kubica falló estrechamente en conseguir la pole debido a un error en su principal vuelta de calificación en Melbourne. Después se retiró del evento tras ser golpeado por Kazuki Nakajima, pero Heidfeld terminó segundo. Kubica se llevó el segundo lugar en Malasia, con Heidfeld en sexto marcando la vuelta rápida de la carrera. El total de 11 puntos del equipo era la puntuación más grande que habían tenido hasta ese momento. En Baréin, Kubica consiguió su primer pole, que también fue la primera del equipo, venciendo a Felipe Massa por menos de tres centésimas de segundo. El equipo a terminó 3° y 4° en la carrera, igualando su marca más alta de puntos y consiguiéndoles el primer lugar en el campeonato de constructores por primera vez.
El equipo también consiguió un segundo lugar en el Gran Premio de Mónaco con Robert Kubica, venciendo a ambos Ferrari y solo yendo detrás del McLaren de Lewis Hamilton por tres segundos.
BMW Sauber tuvo su primera victoria en el Gran Premio de Canadá de 2008, el equipo consiguió una llegada uno-dos, con la victoria de Robert Kubica y Nick Heidfeld consiguiendo el segundo lugar. La victoria ocurrió luego de que Lewis Hamilton colisionara con Kimi Räikkönen en la línea de pits, lo que terminó la carrera para ambos conductores. Kubica tenía una estrategia diferente de recarga de combustible que Heidfeld, quien también lideró la carrera antes de asegurar la llegada a la meta uno-dos para BMW Sauber de manera cómoda.
Después de la victoria del equipo, el desarrollo se cambió a enforcarse para la temporada de 2009, donde habría nuevas regulaciones. Esto molesto a Kubica, (que estaba liderando el campeonato después del Gran Premio de Canadá), ya que pensaba que podría tener una oportunidad realista de llevarse por lo menos un título. La falta de desarrollo se vio reflejada con una caída en el estado del equipo durante la segunda mitad de la temporada, lo que causó que BMW fuera rebasado por Renault, Toyota e inclusive Toro Rosso (que comenzó la temporada como uno de los equipos más lentos) al final de la temporada. A pesar de esto, Kubica mantuvo posibilidades de llevarse el campeonato de conductores hasta el Gran Premio de China, la ronda 17 de 18.
En octubre el equipo confirmó que se quedaría como pilotos a Robert Kubica y Nick Heidfeld para la temporada de 2009.

### 2009

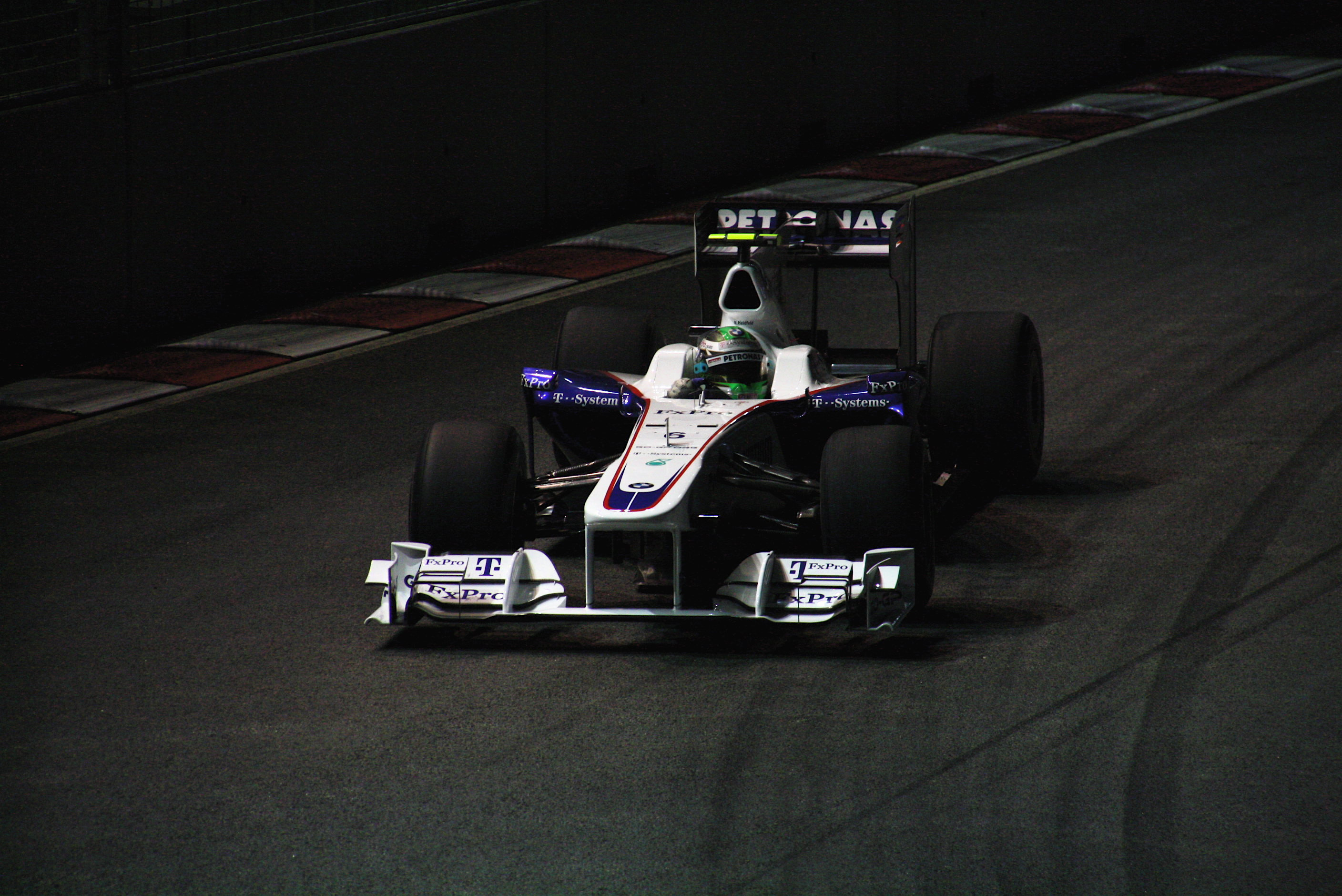
El desempeño pobre del chasis F1.09 contribuyó a que BMW se retirara de F1 al final de la temporada.

Aunque BMW Sauber se había puesto como objetivo pelear por el campeonato la temporada 2009 inclusive durante el transcurso de la temporada 2008, su inicio de temporada fue decepcionante. Kubica iba tercero en Gran Premio de Australia cuando colisionó con Vettel mientras peleaban el segundo lugar y fue forzado a retirarse. Heidfeld obtuvo el primer podio del año del equipo en Malasia, pero después de 6 carreras BMW Sauber solo había obtenido 6 puntos, y ocupaba el octavo de 10 puestos en el campeonato de constructores. Un envío de mejoras fue planeado para Turquía, incluyendo un mejorado sistema KERS y un difusor doble de cabina. Mientras el nuevo difusor era implementado, el nuevo sistema KERS no podía encajar en el nuevo auto y ambos conductores corrieron sin el dispositivo. En el Gran Premio de Europa en Valencia, Robert Kubica consiguió los primeros puntos del equipo después de la carrera en Turquía.
Después de una reunión de la mesa directica el 28 de julio, la compañía dio una conferencia de prensa la siguiente mañana en la que confirmaba que el equipo se retiraba de la Fórmula 1 para el final de 2009. El presidente Dr Norbert Reithofer describió la decisión como estratégica. La asociación de equipos de Fórmula 1, lanzó un comunicado en el que daba su apoyo para ayudar a mantener al equipo de F1.
El 15 de septiembre de 2009, se anunció que BMW Sauber había asegurado un comprador, Qadbak Investments Limited que decía que representaba los intereses europeos y del Medio Oriente. Sin embargo Lotus había ocupado la décima tercera y última plaza para el campeonato de 2010. Al equipo se le concedió la décima cuarta plaza que se podía conseguir ya sea por un equipo abandonando el campeonato o por todos los demás equipos accediendo a que 28 autos accedieran al campeonato de 2010.
El 22 de noviembre, el periódico suizo SonntagsZeitung reveló que el intento de Qadbak de comprar el equipo había fallado porque no contaban con los fondos necesarios. Qadbak resultó ser una compañía fantasma sin activos ni inversionistas. Finalmente, Peter Sauber recompró el equipo con la condición de que la FIA le diera entrada al equipo para la temporada de 2010. Posteriormente la FIA le dio la plaza el 3 de diciembre. El equipo utilizó motores Ferrari en 2010, pero su chasis siguió llamándose BMW Sauber ese año por temas legales.

## Monoplazas
La siguiente galería muestra los diferentes modelos utilizados por BMW como equipo en Fórmula 1. Adicionalmente, BMW tiene múltiples antecedentes como suministrador de motores, y anteriormente como sumistrador de chasis, durante la temporada 1952 y 1953.
|                     |
| BMW 269 (F2) (1969) |

|                  |
| BMW F1.06 (2006) |

|                  |
| BMW F1.07 (2007) |

|                  |
| BMW F1.08 (2008) |

|                  |
| BMW F1.09 (2009) |

## Resultados

### Pilotos
| Pilotos            | Carreras | Victorias | Poles | VR | Podios | Puntos | Títulos |
| ------------------ | -------- | --------- | ----- | -- | ------ | ------ | ------- |
| Nick Heidfeld      | 75       | 0         | 0     | 2  | 8      | 169    | 0       |
| Robert Kubica      | 57       | 1         | 1     | 0  | 9      | 137    | 0       |
| Jacques Villeneuve | 12       | 0         | 0     | 0  | 0      | 7      | 0       |
| Sebastian Vettel   | 1        | 0         | 0     | 0  | 0      | 1      | 0       |